# Peter II. (Russland)

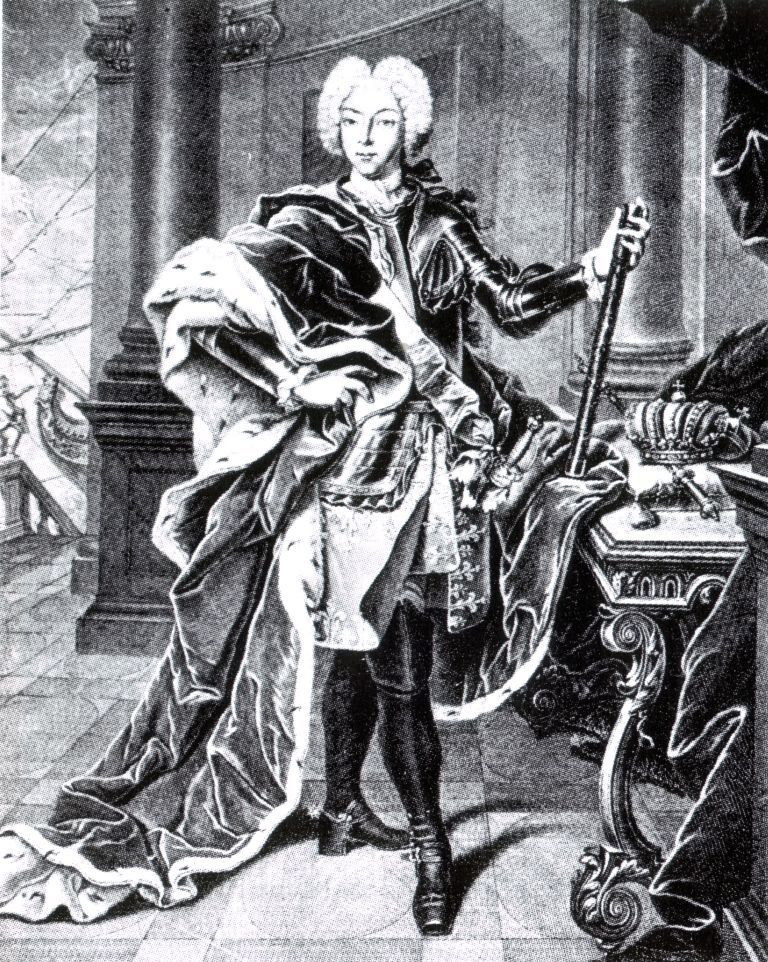
Peter II.

Peter II. Alexejewitsch (russisch Пётр II Алексеевич; * 12. Oktoberjul. / 23. Oktober 1715greg. in Sankt Petersburg; † 18. Januarjul. / 29. Januar 1730greg. in Moskau) war Kaiser von Russland von 1727 bis 1730.

## Leben

### Kindheit
Peter Alexejewitsch war ein Enkel Peters I. Seine Eltern waren der „unglückliche“ Zarewitsch Alexei von Russland und dessen Gemahlin Charlotte Christine, Tochter von Herzog Ludwig Rudolf von Braunschweig-Wolfenbüttel. Seine Mutter starb kurz nach seiner Geburt, sein Vater starb drei Jahre später im Gefängnis. Als Kind wuchs Peter überwiegend bei seiner Großmutter auf, der Zarin Jewdokija.

### Regierungszeit
Nach dem Tod der Zarin Katharina I., der Witwe Peters I., bestieg Peter II. am 17. Mai 1727 im Alter von elf Jahren den Thron. Katharina hatte in ihrem Testament Alexander Menschikow und ihre beiden Töchter Anna und Elisabeth zu Vormündern des Knaben bestimmt. Elisabeth hatte keine politischen Ambitionen; Anna verließ unter Menschikows Druck Russland und ging mit ihrem Mann nach Kiel, wo im Februar 1728 ihr Sohn Peter Ulrich geboren wurde, der spätere Peter III.
Menschikow, einer der reichsten Männer Russlands, versuchte mit Hilfe des jungen Zaren seine Macht weiter zu stärken. Er arrangierte eine Verlobung seiner Tochter mit Peter II. Doch die einflussreiche Fürstenfamilie der Dolgoruky verachtete den Emporkömmling und betrieb seine Entmachtung. Am 20. September 1727 wurde er verhaftet und zusammen mit seiner Familie nach Berjosow im damaligen Gouvernement Tobolsk verbannt.
Als Zar und Kaiser war Peter nur ein Spielball der Drahtzieher Menschikow, Dolgoruki und Golizyn (1665–1737). Unter dem Einfluss der Dolgorukis stehend, verlegte Peter II. den Hof nach Moskau und wurde dort am 7. März 1728 gekrönt. Im Dezember 1729 verlobte er sich mit Jekaterina Dolgorukowa (1712–1745).

### Tod
Die Vermählung sollte am 2. Februar 1730 stattfinden. Ende Januar aber kehrte der Zar krank von der Jagd nach Hause zurück und starb kurze Zeit danach an den Pocken. Er hatte zwei Jahre und neun Monate auf dem russischen Thron gesessen. Peter II. wurde in Moskau beigesetzt. Er und Iwan VI. sind damit die einzigen Zaren, die nach der Gründung von St. Petersburg nicht in der Peter-und-Paul-Kathedrale beigesetzt wurden.
Mit seinem Tod ging die Stammfolge der männlichen Romanows zu Ende. Es gelang dem Obersten Geheimen Rat nicht, sich auf einen männlichen Thronfolger zu einigen. Die Wahl fiel auf seine Halbtante zweiten Grades (die Halbcousine seines Vaters), Anna Iwanowna.